# Longeville
Longeville – miejscowość i gmina we Francji, w regionie Burgundia-Franche-Comté, w departamencie Doubs.
Według danych na rok 2010 gminę zamieszkiwały 144 osoby, a gęstość zaludnienia wynosiła 15 osób/km².